# Johann Erhard Straßburger
Johann Erhard Straßburger (* 25. Februar 1675 in Markvippach; † 9. Januar 1754 in Gotha) war ein deutscher Architekt des Barocks.

## Leben
Straßburger trat 1701 in die Dienste Herzog Friedrichs II. von Sachsen-Gotha-Altenburg in Gotha. Die früheste urkundlich belegbare Mitarbeit bei einem Bauprojekt in der Residenzstadt leistete er beim Bau der Siechhofskirche (heute Friedrichskirche) 1715. Wie kein Zweiter prägte er in den nachfolgenden drei Jahrzehnten vor allem den Kirchenbau im Herzogtum (siehe untenstehende Liste).
1731 wurde Straßburger zum Gothaischen Oberlandbaumeister ernannt. Im Auftrag Herzog Friedrichs III. von Sachsen-Gotha-Altenburg und dessen Gemahlin Luise Dorothée baute er den Gothaer Ordonnanzgarten in den 1730er-Jahren zu einer umfangreicheren Orangerie aus. Obwohl Straßburger 1746/1747 zwei Entwurfszeichnungen für den Neubau eines steinernen Orangeriegebäudes lieferte, erhielt der weimarische Landesoberbaudirektor Gottfried Heinrich Krohne 1747 den Auftrag für die komplette Neugestaltung des Orangeriegartens nach französischem Vorbild. Straßburger, der noch an den bauvorbereitenden Arbeiten für die neue Orangerie beteiligt war, wurde 1751 pensioniert. Als sein letzter Kirchenbau gilt die Bergkirche in Gehlberg, die 1754, dem Todesjahr Straßburgers, fertiggestellt wurde.
Johann Erhard Straßburger fand seine letzte Ruhestätte auf dem Gothaer Friedhof I (auch Alter Gottesacker genannt) zwischen Werderstraße (heute Bohnstedtstraße) und Eisenacher Straße. Bei der 1904 erfolgten Beräumung des Friedhofs für den Bau von Stadtbad und Arnoldischule verschwand sein Grabstein.

### Familie
Straßburgers Sohn war der sachsen-meiningische Baumeister Johann Nikolaus Straßburger, sein Enkel der sachsen-weimar-eisenachische Landbaumeister August Friedrich Straßburger.

## Bauwerke
Straßburger wirkte an folgenden Bauten mit:
- Kirche St. Trinitatis in Ohrdruf (erbaut 1709–1714)
- Immanuelkirche in Altenbergen (Leinatal) (1710–1712)
- Siechhofskirche (heute Friedrichskirche) in Gotha (erbaut 1715)
- Schloss Tenneberg in Waltershausen (Umbau 1714–1722)
- Kirche St. Marien (Mechterstädt) (erbaut 1716/1717)
- Maria-Magdalena-Hospital mit Kapelle in Gotha (1716–1719)
- Kirche St. Leonhardi (Frankenhain) (erbaut 1719–1722)
- Stadtkirche „Zur Gotteshilfe“ in Waltershausen (erbaut 1719–1723)
- Dreifaltigkeitskirche Gräfenhain (erbaut 1727/28)
- Kirche St. Nikolai in Sundhausen (heute OT von Gotha) (erbaut 1729/1730)
- Kirche St. Laurentius (Gräfenroda) (erbaut 1731–1733)
- Kirche St. Severi (Kleinrettbach) (erbaut 1733 bis 1736)
- Ordonnanzhaus im Ordonnanzgarten in Gotha (Reparatur 1735)
- Kirche St. Crucis in Wölfis (erbaut 1736/1737)
- Gewächshaus im Ordonnanzgarten (später Orangerie) in Gotha (erbaut 1737/1738)
- Kirche St. Mauritius (Neuroda) (erbaut 1739/1740)
- Bergkirche (Gehlberg) (erbaut 1751–1754)

## Galerie der Kirchenbauten

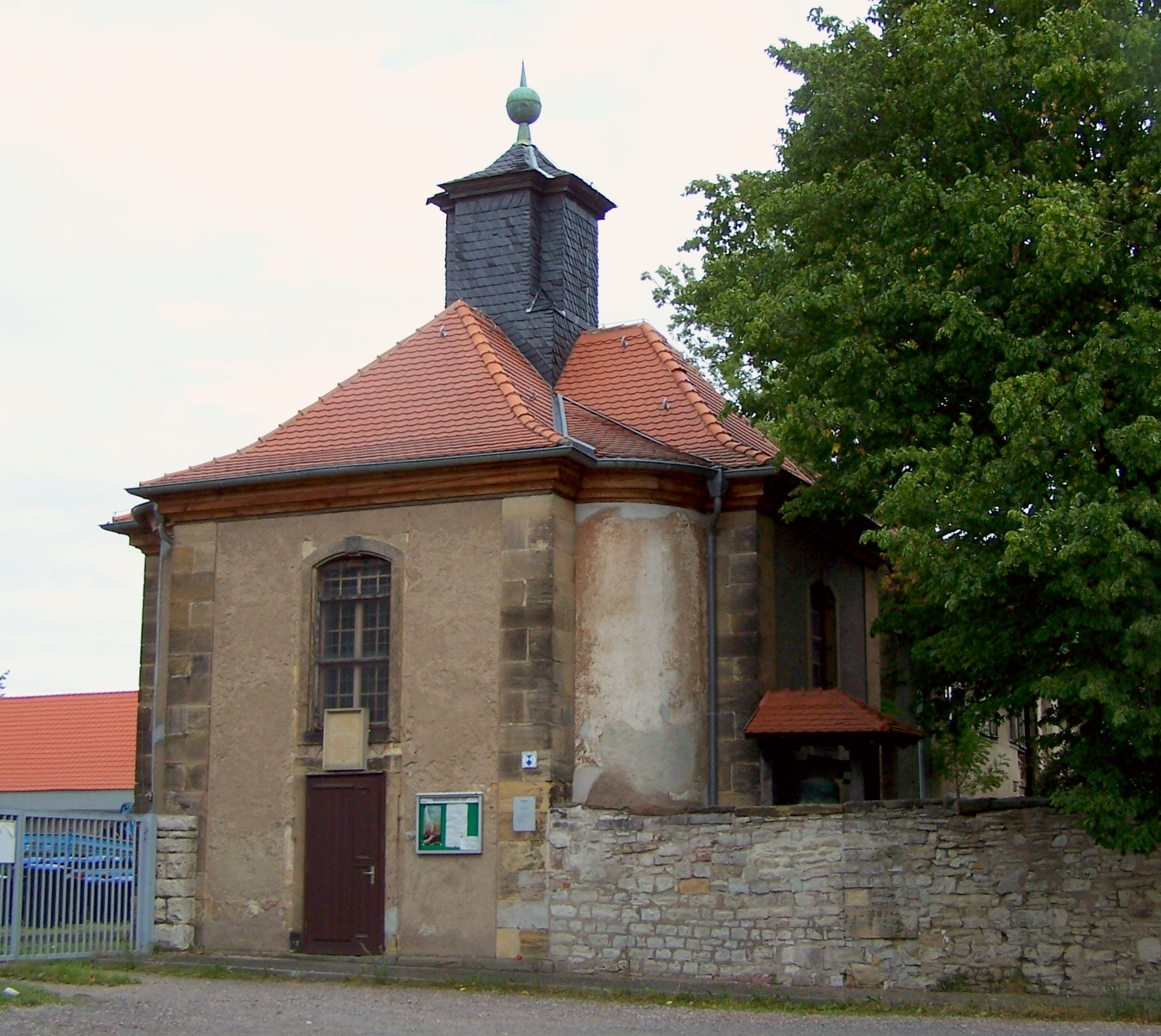
Friedrichskirche, Gotha
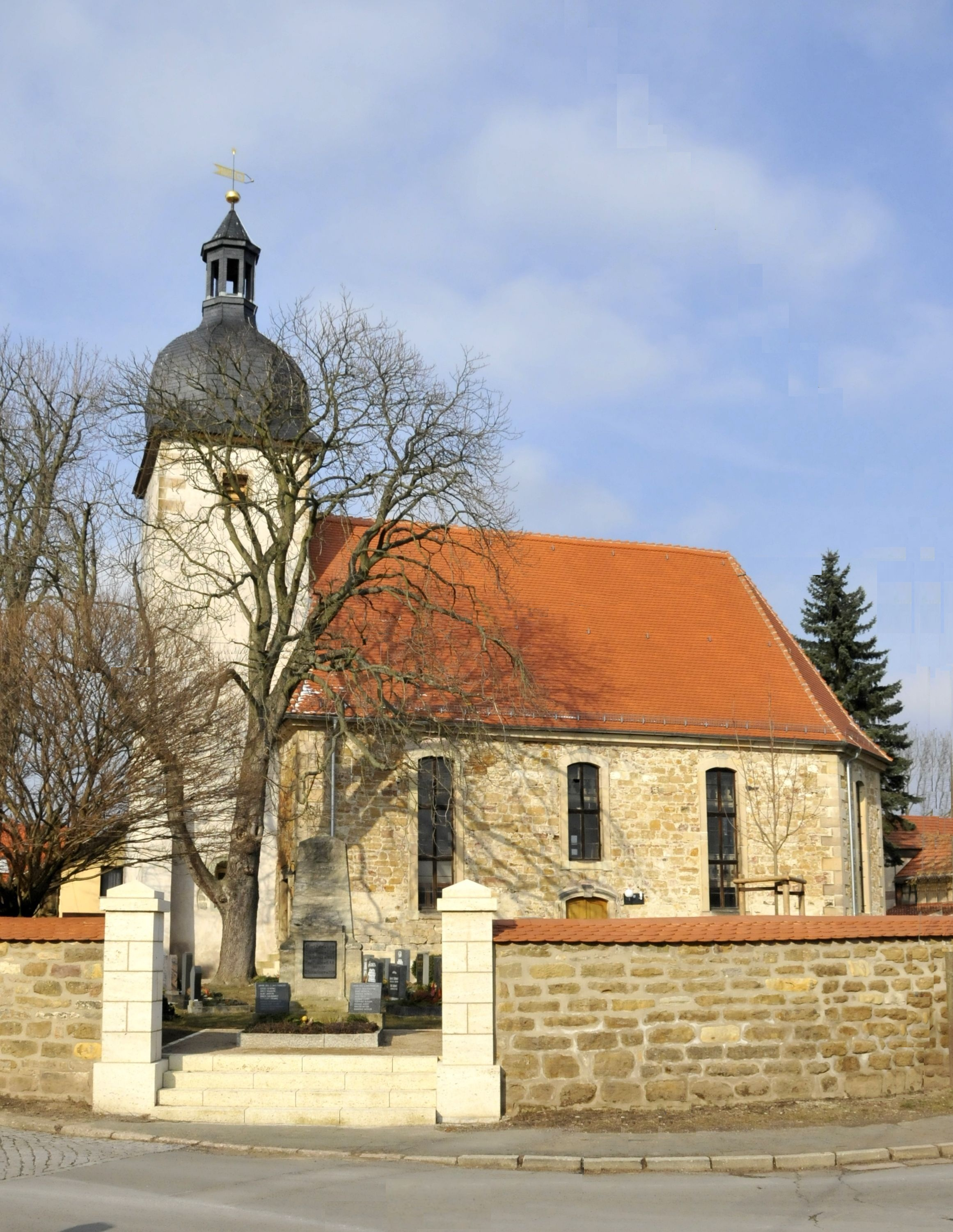
St. Severi, Kleinrettbach
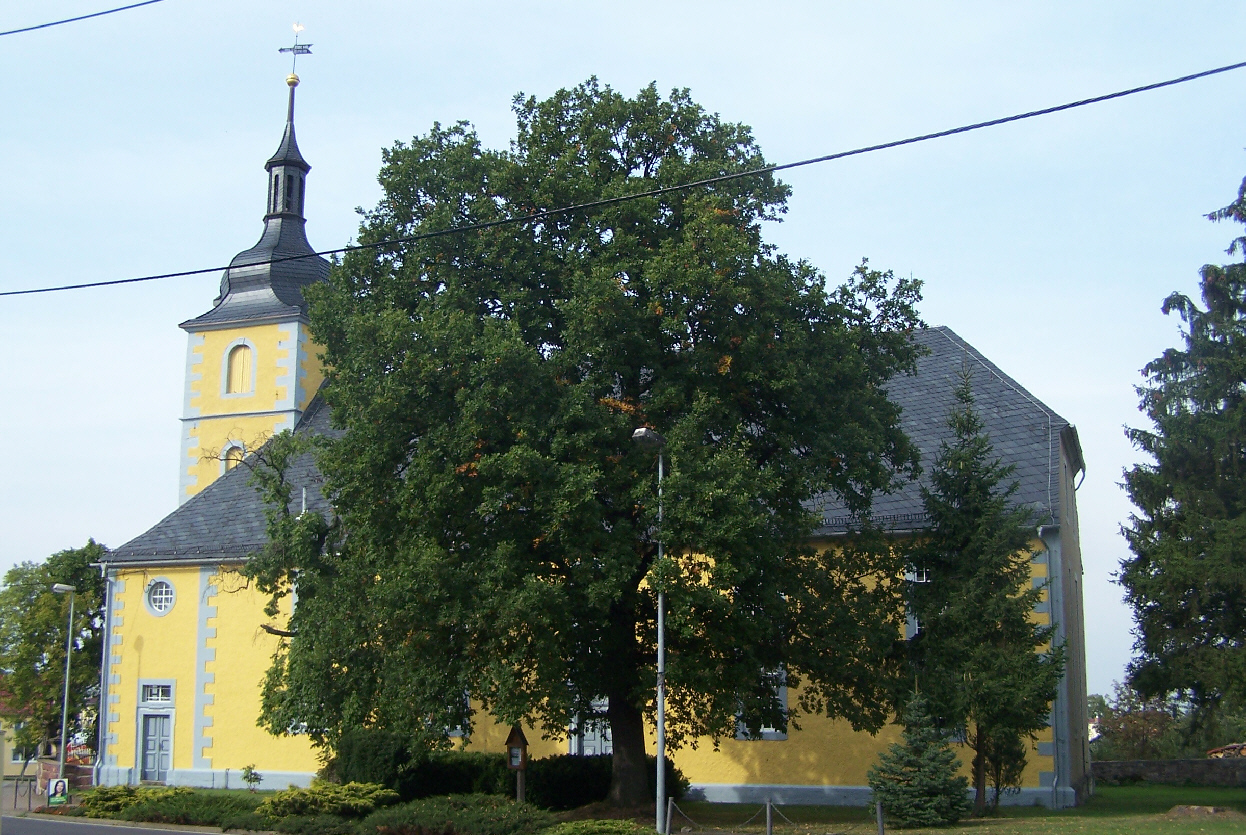
Dreifaltigkeitskirche, Gräfenhain
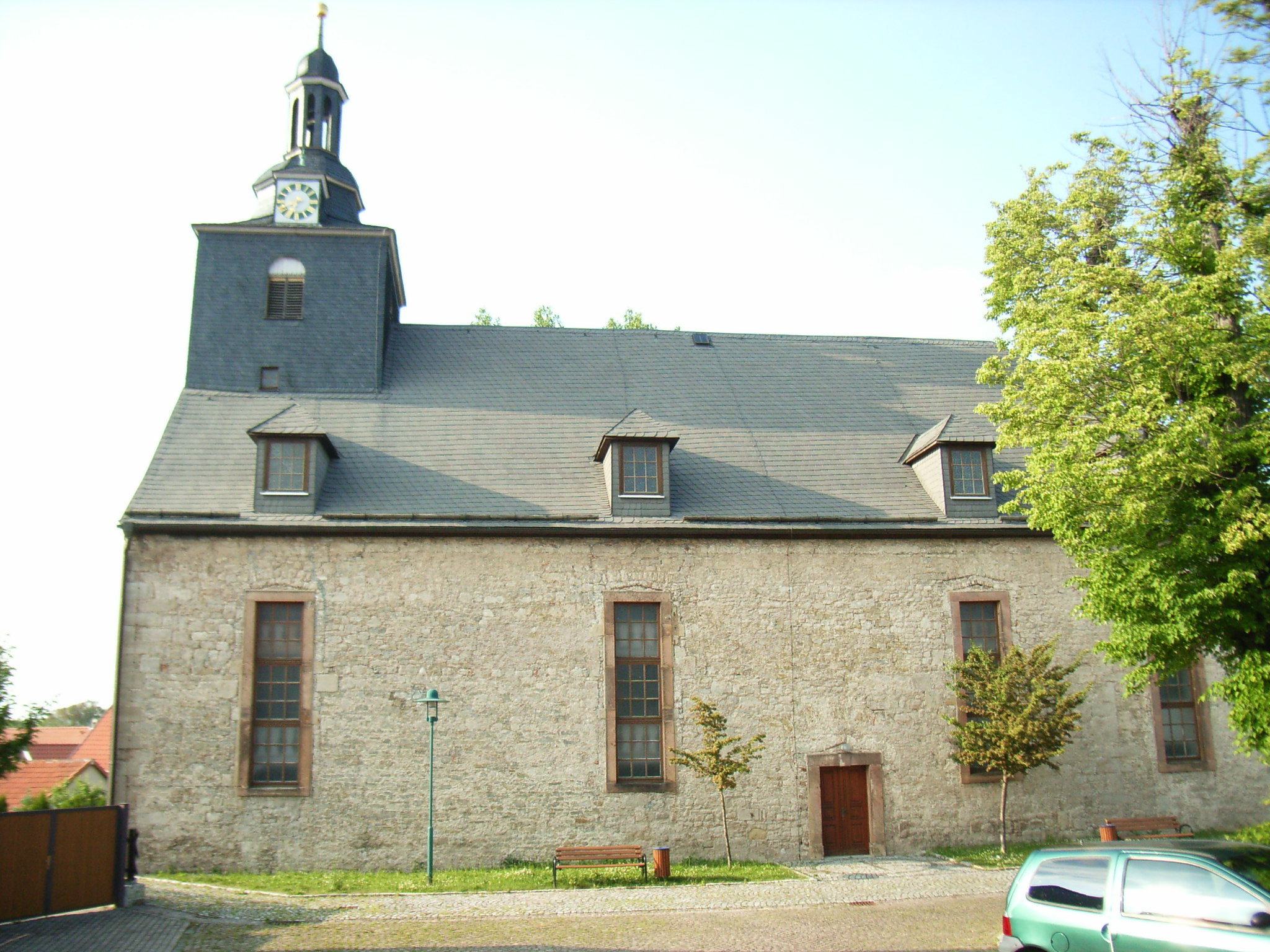
St. Crucis, Wölfis
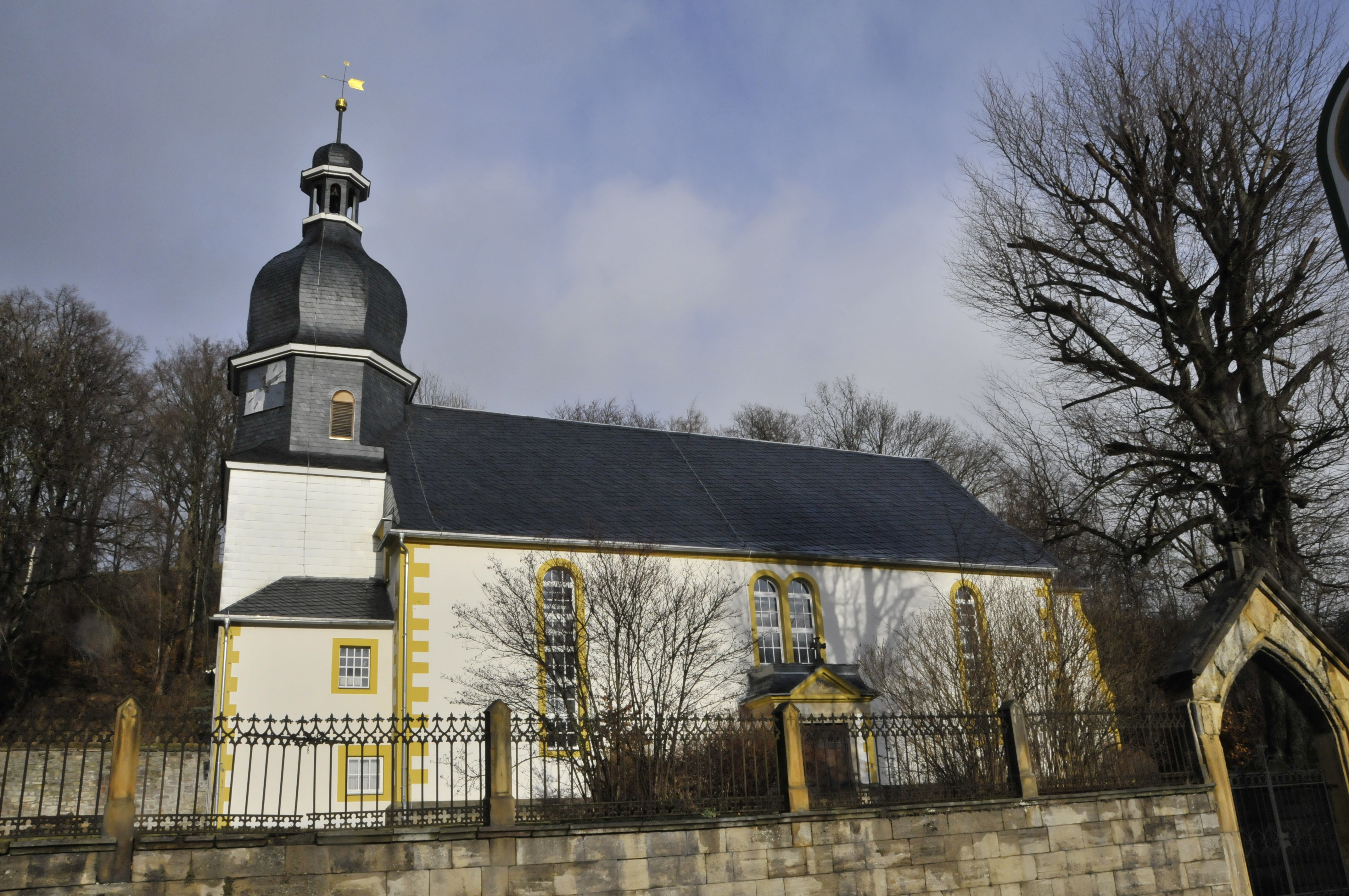
St. Leonhardi, Frankenhain
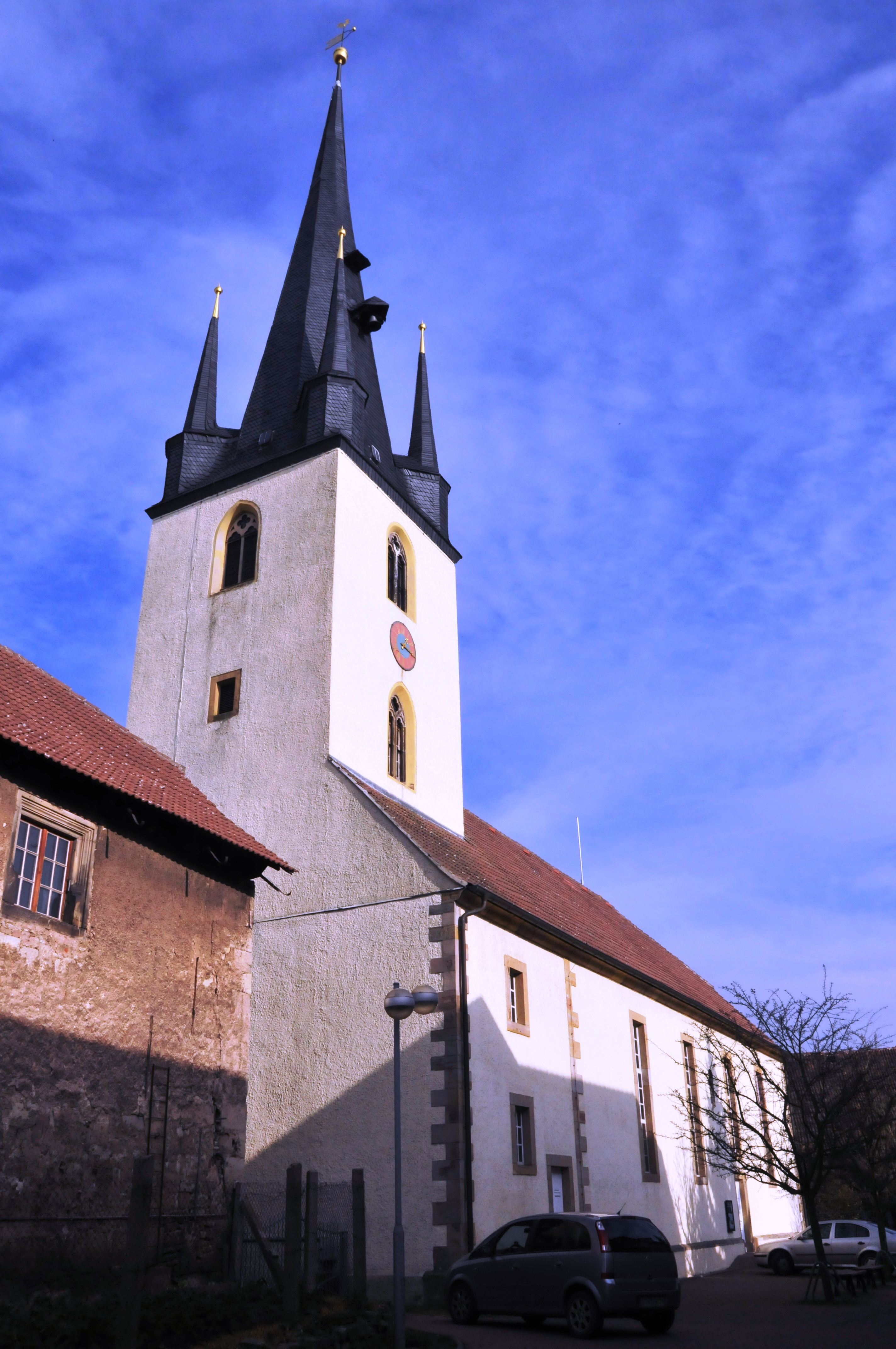
St. Marien, Mechterstädt
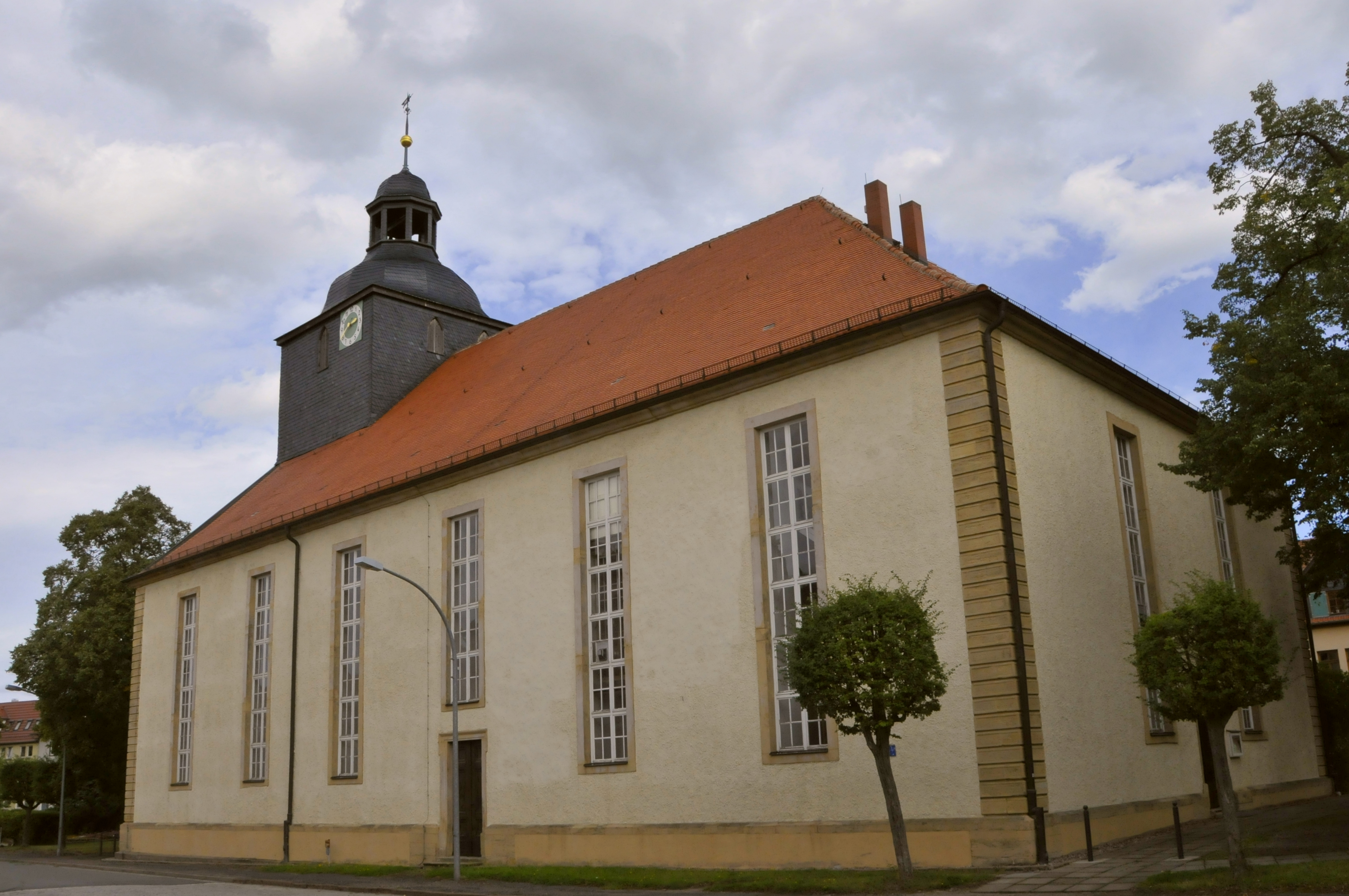
St. Trinitatis, Ohrdruf
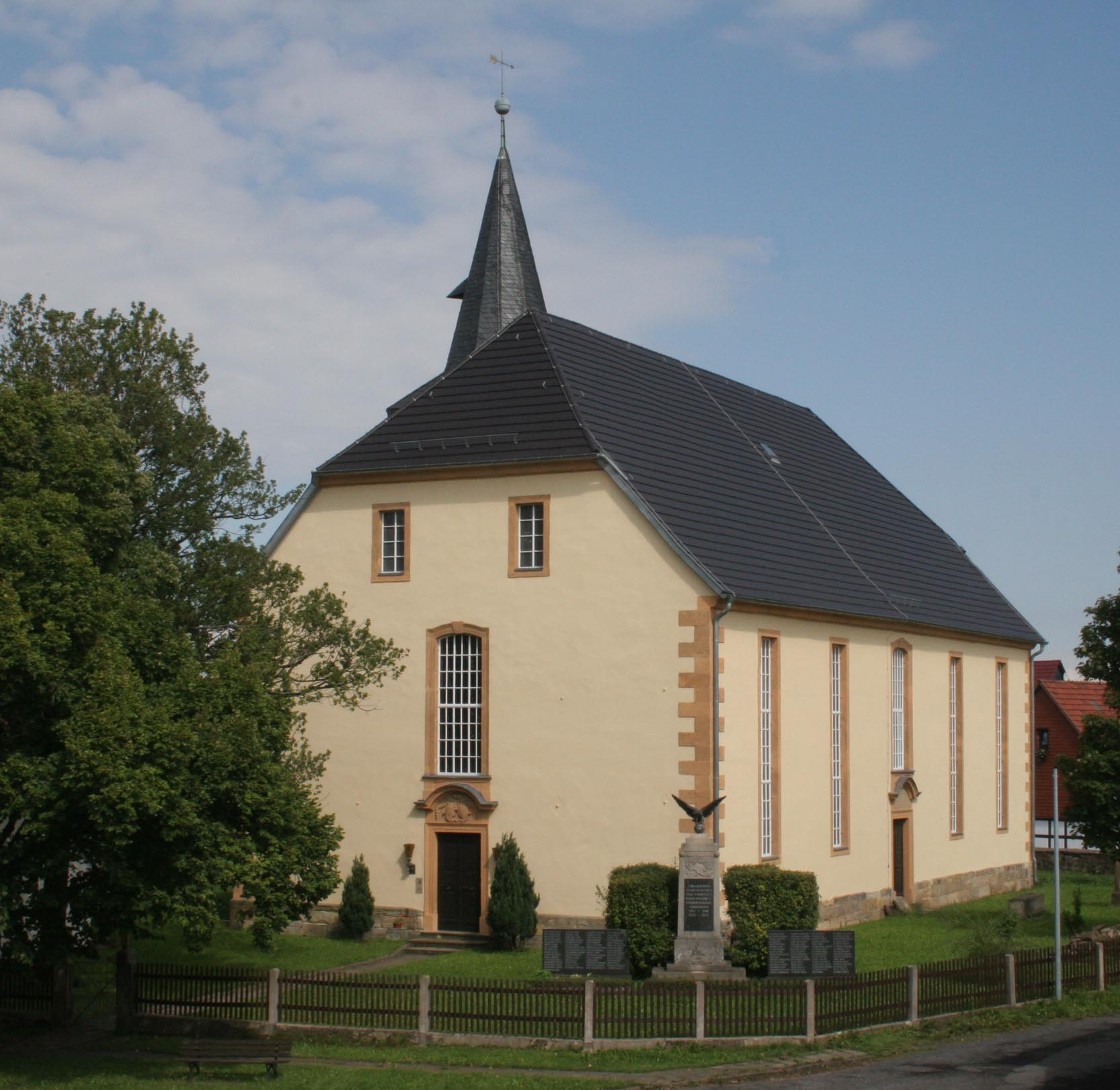
St. Nicolai, Sundhausen
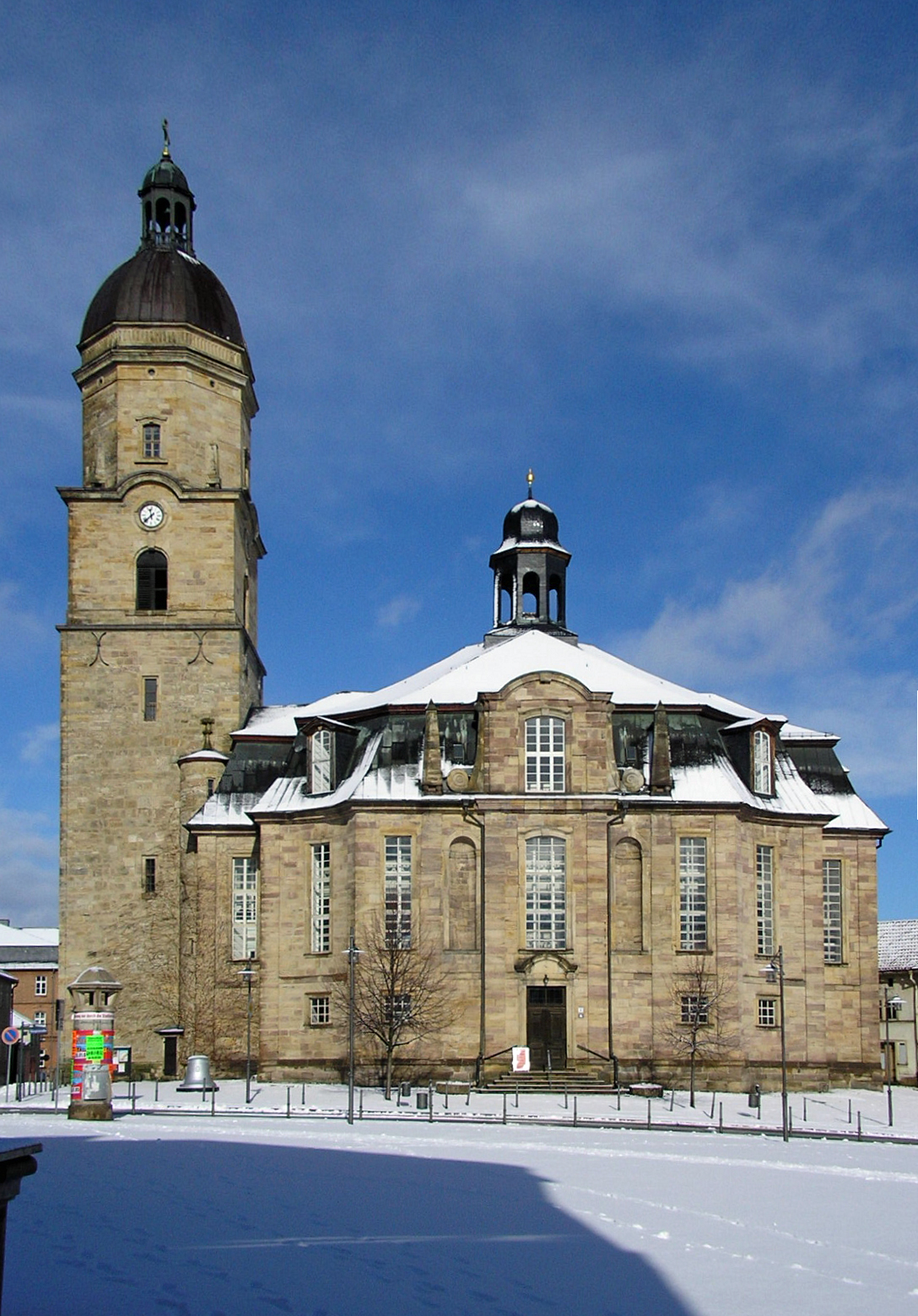
„Zur Gotteshilfe“, Waltershausen
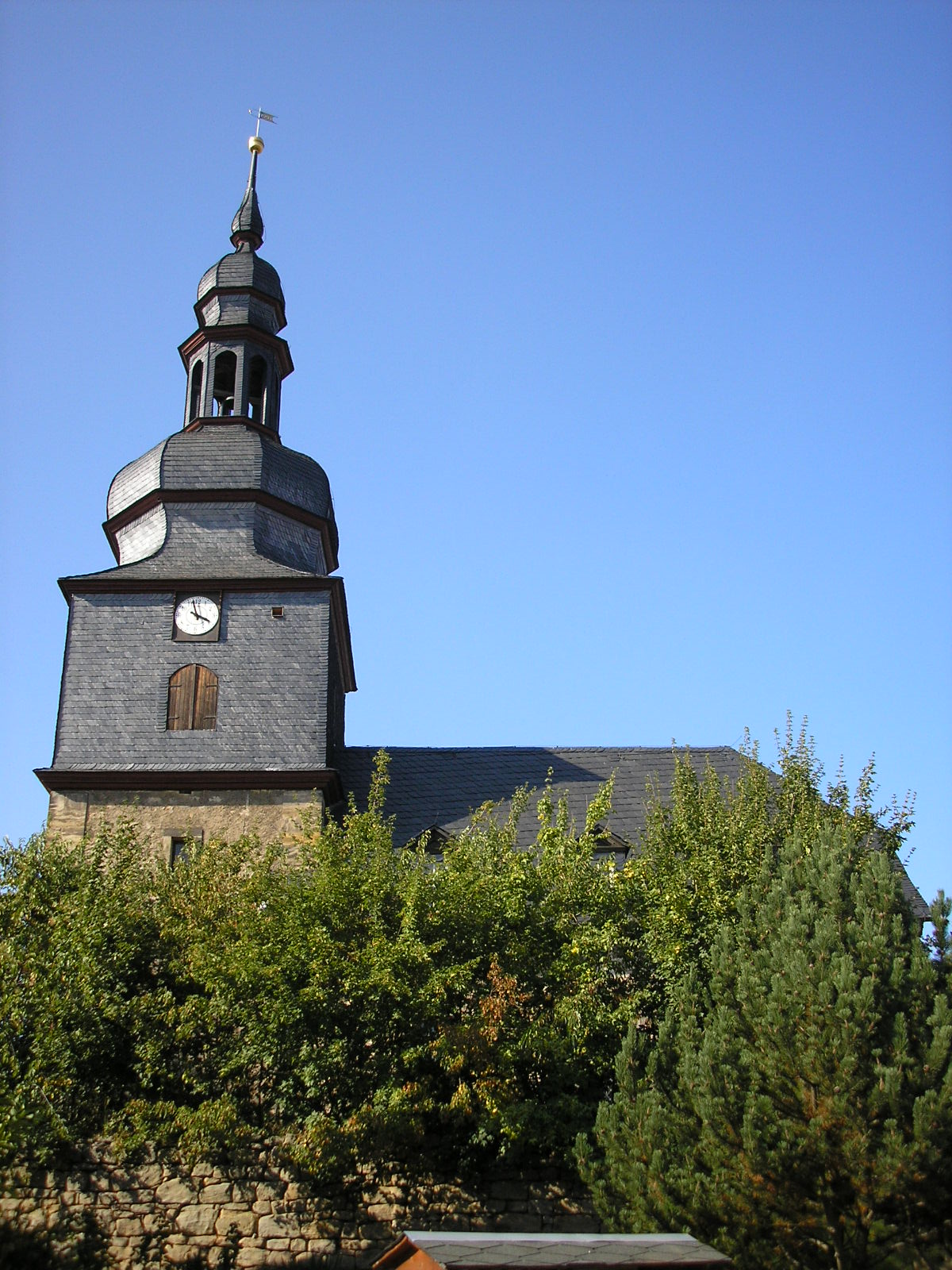
St. Mauritius, Neuroda
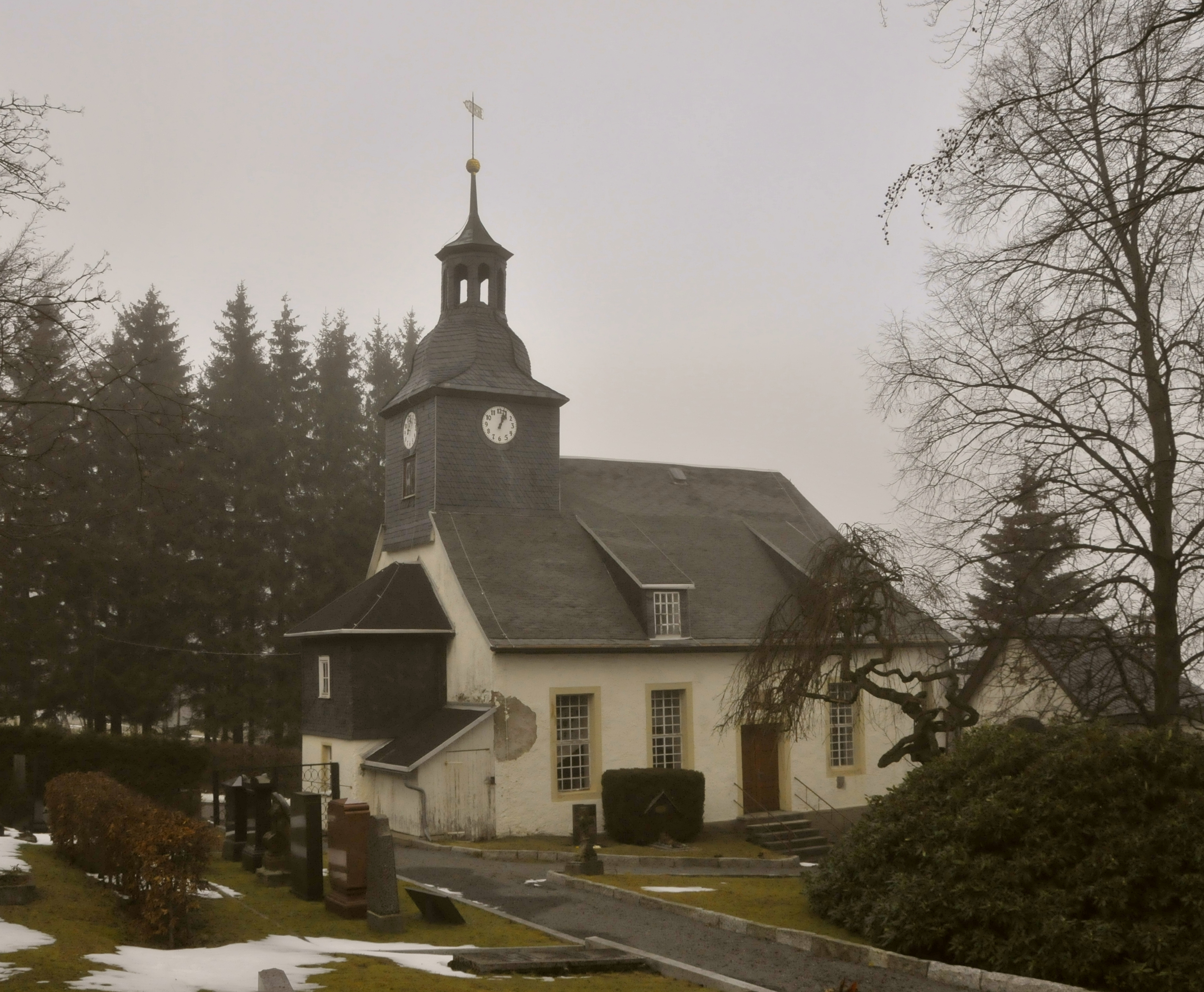
Bergkirche, Gehlberg
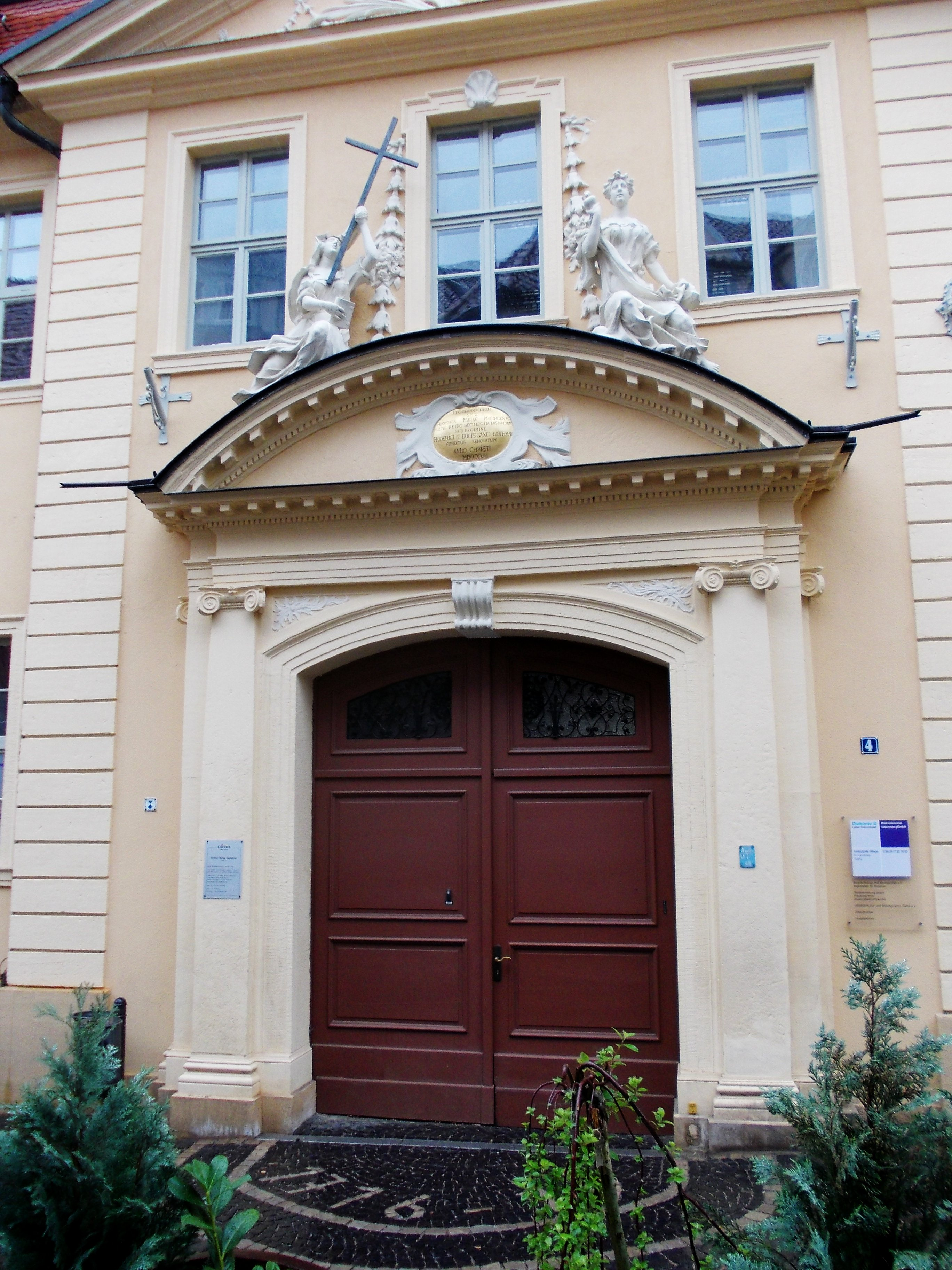
Maria-Magdalena-Hospital Gotha